# 도고 쇼세이
도고 쇼세이(일본어: 戸郷 翔征, 2000년 4월 4일 ~ )는 일본의 프로 야구 선수이며, 현재 센트럴 리그인 요미우리 자이언츠의 소속 선수(투수)이다. 미야자키현 미야코노조시 출신이다.

## 인물

### 프로 입단 전
미마타정에 소재한 미마타니시 초등학교 1학년 때 스포츠 소년단에서 야구를 시작하여 미야코노조 시립 쓰마가오카 중학교에서는 연식 야구부에 소속돼 1학년 때는 포수, 2학년 때부터 투수로 활약했다.
고등학교는 노베오카시에 위치한 세이신 우르술라 가쿠엔 고등학교에 진학하여 1학년 때 가을부터 벤치에 들어갔다. 팀의 에이스 투수가 된 2학년 여름에는 제99회 전국 고등학교 야구 선수권 대회에 출전했는데 이 대회의 첫 상대인 와세다 사가 고등학교를 상대로 완투승을 기록하여 다음 라운드에 진출했지만 2차전에서는 세이코가쿠인 고등학교에게서 4대 5로 패했다. 3학년 여름에 열린 제100회 선수권(제100회 전국 고등학교 야구 선수권 기념 대회) 미야자키 대회에서는 준준결승전 상대인 닛쇼가쿠엔 고등학교에게 패하면서 2년 연속 하계 고시엔 대회 진출은 무산됐다. 8월에 열린 BFA U-18 아시아 선수권 대회의 야구 일본 국가대표팀과의 평가전에 미야자키현 선발로서 등판했는데 5와 1/3이닝 동안 탈삼진 9개를 기록하며 드래프트까지 10개 구단으로부터 영입을 위한 조사서가 도착해 있었다.
2018년 10월 25일에 열린 드래프트 회의에서 요미우리 자이언츠로부터 6순위 지명을 받았고 11월 19일에 계약금 3,000만 엔, 연봉 500만 엔(금액은 추정치)으로 입단에 합의했다. 등번호는 68번으로 정했고 담당 스카우트는 다케다 야스시였다.

### 프로 입단 후

#### 2019년
2군에서 11경기에 등판(8경기 선발)하여 4승 1패, 평균 자책점 3.00의 성적을 남겼다. 시즌 종반이던 9월 21일에 1군 첫 승격을 이루며 이날 요코하마 DeNA 베이스타스전(요코하마 스타디움)에서의 데뷔 첫 등판·첫 선발 등판했다. 고졸 신인 투수가 팀의 센트럴 리그 우승이 걸린 중요한 등판이라는 이례적인 데뷔 등판이 된 셈이다(결과는 승패가 이뤄지지 않았음). 9월 27일 DeNA전(도쿄 돔)에서는 5회부터 등판하여 4이닝 무실점의 호투로 데뷔 첫 승리 투수가 됐다. 정규 시즌 종료 후에는 클라이맥스 시리즈 파이널 스테이지 3차전에서 선발 등판이라는 중역을 맡았다. 고졸 신인의 클라이맥스 시리즈 등판은 요미우리 구단 최초이며 야구계 전체에서도 2013년 후지나미 신타로(한신 타이거스) 이후 6년 만에 처음이었지만 3이닝 3피안타 1실점으로 강판됐다. 일본 시리즈에서도 출전 선수로 등록돼 3차전에서는 3번째 투수로 등판했다. 일본 시리즈에 고졸 신인이 등판한 사례는 구단에선 1966년의 호리우치 쓰네오 이후 53년 만에 세 번째였지만 자신의 실책도 있어서 1이닝을 던지지 못하고 4실점으로 패전 투수가 되는 불명예를 안았다. 오프에 등번호를 13번으로 변경했고 추정 연봉은 650만 엔이 상승한 150만 엔이 됐다.

#### 2020년
연습 경기에서 뚜렷한 결과를 남기고 개막 로테이션에 진입했다. 고졸 2년째에서의 개막 로테이션 입성은 구단에서 1987년 구와타 마스미 이후 33년 만이다. 개막 3연승을 거두며 1987년 구와타의 2전 2승을 뛰어넘는 쾌거를 달성했다. 8월 말까지 9경기에 선발 등판하여 7승 2패의 성적으로 신인왕을 히로시마 도요 카프의 모리시타 마사토와 경쟁하는 활약을 펼쳤으나 9월 이후 10경기에서 2승 4패라는 부진한 성적을 남기면서 최종 성적은 9승 6패, 평균 자책점 2.76을 기록했다. 일본 시리즈에서는 구원으로 3경기에 등판하여 감투 선수상을 수상했다. 신인왕 투표 결과에서는 1위 모리시타에게 크게 뒤진 9표에 그쳤지만 신인 특별상을 수상했다. 오프에 등번호를 20번으로 변경했고 12월 21일에는 2,600만 엔이 상승한 추정 연봉 1,950만 엔으로 재계약을 맺었다.

#### 2021년
전반기에서 8승을 거두었고 올스타전에도 첫 출전했다. 후반기에는 팀의 방침에 따라 5일 또는 4일 쉬고 기용됐지만 겨우 1승밖에 거두지 못해 두 자릿수 승리를 놓쳤다. 그래도 최종적으로 팀내 1위인 151.2이닝을 던져 9승 8패, 138탈삼진을 기록했다.

#### 2022년
6월 10일 도호쿠 라쿠텐 골든이글스전(라쿠텐 세이메이 파크 미야기)에서 데뷔 첫 완투승, 7월 12일 한신 타이거스전(한신 고시엔 구장)에서는 데뷔 첫 완봉승을 올렸다. 또한 7월 13일에는 감독 추천으로 올스타전에 출전하게 됐다. 8월 11일 주니치전에서는 통산 8번째 도전 끝에 자신의 첫 두 자릿수 승리를 기록했다. 최종적으로는 아오야기 고요에 이은 리그 2위·팀내 1위인 12승, 리그 최다인 154개의 탈삼진을 기록하여 최다 탈삼진 타이틀을 석권했다. 22세 나이의 타이틀 획득은 양대 리그제 이후로는 1990년의 기다 마사오와 나란히 구단 최연소 기록이 됐다. 그해 11월 23일에 열린 팬 감사제에서 2023년 시즌부터 ‘투수 캡틴’으로 발탁됐다고 공식 발표했다. 또한 12월 6일에는 5,000만 엔이 인상된 9,000만 엔으로 재계약을 맺었다.

## 선수로서의 특징
스리쿼터의 투구 폼으로부터 가장 빠른 154km/h의 직구를 기록하는 우완 투수이다. 야구 평론가 마나카 미쓰루에 따르면, 팔을 흔드는 솜씨가 대단하여 타자 입장에서는 간격을 잡기 어렵고 대응하기 어려운 조금 변칙적인 폼이라고 말하며 그 때문에 세세한 컨트롤은 없어도 통용되고 있다고 한다.
독학으로 익힌 변화구는 슬라이더, 체인지업, 스플릿(포크볼), 커브, 컷 패스트볼 등 다양한 구질을 갖고 있다. 미야자키현 특산물인 과자 ‘난자코라 다이후쿠’(なんじゃこら大福)의 이름을 딴 ‘난자코라 볼’(なんじゃこらボール)이라는 컷 패스트볼인데 슈토로 던질 수 있는 자신만의 독자적인 컷 패스트볼도 던진다. 주로 경기에서 사용하는 변화구는 슬라이더와 포크볼뿐이지만 슬라이더는 세로와 가로, 포크볼은 세로로 떨어지는 것과 슈토가 떨어지는 싱커계 궤도의 것의 각기 두 종류를 갖고 있다.
위기 상황에서도 마운드에서 침착하고 냉정하게 대처하는 모습도 보였다.
고등학교 1학년 때 겨울에 열린 멀리던지기 대회에서 117m를 기록할 정도의 강한 어깨를 가졌다.

## 에피소드
- ‘도고’(戸郷)라는 성은 일본 전국에서도 40여 명밖에 되지 않는다고 한다.[5] 그의 형은 고교 시절 오릭스 버펄로스의 야마모토 요시노부와는 미야코노조 고등학교의 같은 학년 친구였기 때문에 도고도 중학생 시절부터 야마모토와 안면이 있다.[40]
- 낚시를 취미로 하고 있으며 3살부터 시작해 중학교 2학년 때는 80cm의 농어를 낚은 적이 있다.[41]

## 상세 정보

### 출신 학교
- 세이신 우르술라 가쿠엔 고등학교

### 선수 경력
- 요미우리 자이언츠(2019년 ~ )

국가 대표 경력
- 2023년 월드 베이스볼 클래식 일본 국가대표

### 수상·타이틀 경력

#### 타이틀
- 최다 탈삼진 : 1회(2022년)

#### 수상
- 센트럴 리그 연맹 특별 수상 : 1회(신인 특별상: 2020년[24])
- 일본 시리즈 감투 선수상 : 1회(2020년[22])
  - 20세에서의 수상은 이나오 가즈히사(당시 19세)에 이은 최연소 기록
- 스피드업상 : 2회(2020년, 2021년) ※투수 부문

### 개인 기록

#### 투수 기록
- 첫 등판·첫 선발 등판 : 2019년 9월 21일, 대 요코하마 DeNA 베이스타스 24차전(요코하마 스타디움), 4와 2/3이닝 2실점으로 승패 없음[13][42]
- 첫 탈삼진 : 상동, 1회말에 오토사카 도모로부터 헛스윙 삼진[42]
- 첫 승리 : 2019년 9월 27일, 대 요코하마 DeNA 베이스타스 25차전(도쿄 돔), 5회초에 5번째 투수로서 구원 등판, 4이닝 무실점[14][43]
- 첫 선발 승리 : 2020년 6월 23일, 대 히로시마 도요 카프 1차전(도쿄 돔), 6과 2/3이닝 2실점[44][45]
- 첫 완투 : 2021년 7월 9일, 대 한신 타이거스 13차전(한신 고시엔 구장), 6이닝 4실점(2자책점)으로 패전 투수 ※우천 콜드[27][46]
- 첫 완투 승리 : 2022년 6월 10일, 대 도호쿠 라쿠텐 골든이글스 1차전(라쿠텐 세이메이 파크 미야기), 9이닝 1실점[28][47]
- 첫 완봉 승리 : 2022년 7월 12일, 대 한신 타이거스 13차전(한신 고시엔 구장), 9이닝 8피안타 무실점 6탈삼진[29][48]

#### 타격 기록
- 첫 타석 : 2019년 9월 21일, 대 요코하마 DeNA 베이스타스 24차전(요코하마 스타디움), 3회초에 가미차타니 다이가로부터 루킹 삼진[49]
- 첫 타점 : 2021년 4월 24일, 대 히로시마 도요 카프 5차전(도쿄 돔), 2회말에 다카하시 고야로부터 투수 앞 스퀴즈 희생타[50][51]
- 첫 안타 : 2021년 5월 25일, 대 도호쿠 라쿠텐 골든이글스 1차전(도쿄 돔), 2회말에 기시 다카유키로부터 우전 안타[52][53]

#### 기타
- 올스타전 출장 : 3회(2021년 ~ 2023년)

### 등번호
- 68(2019년)
- 13(2020년)
- 20(2021년 ~ )
- 12(2023년 WBC)

### 연도별 투수 성적
| 연 도      | 소 속      | 등 판 | 선 발 | 완 투 | 완 봉 | 무 4 구 | 승 리 | 패 전 | 세 이 브 | 홀 드 | 승 률 | 타 자 | 이 닝 | 피 안 타 | 피 홈 런 | 볼 넷 | 고 4 | 몸 맞 | 탈 삼 진 | 폭 투 | 보 크 | 실 점 | 자 책 점 | 평 자 책 | W H I P |
| ---------- | ---------- | ----- | ----- | ----- | ----- | ------- | ----- | ----- | -------- | ----- | ----- | ----- | ----- | -------- | -------- | ----- | ---- | ----- | -------- | ----- | ----- | ----- | -------- | -------- | ------- |
| 2019년     | 요미우리   | 2     | 1     | 0     | 0     | 0       | 1     | 0     | 0        | 0     | 1.000 | 34    | 8.2   | 6        | 1        | 3     | 0    | 1     | 11       | 0     | 0     | 2     | 2        | 2.08     | 1.13    |
| 2020년     | 요미우리   | 19    | 18    | 0     | 0     | 0       | 9     | 6     | 0        | 0     | .600  | 446   | 107.2 | 87       | 12       | 42    | 0    | 6     | 106      | 1     | 0     | 33    | 33       | 2.76     | 1.20    |
| 2021년     | 요미우리   | 26    | 26    | 1     | 0     | 0       | 9     | 8     | 0        | 0     | .529  | 639   | 151.2 | 130      | 19       | 58    | 2    | 6     | 138      | 3     | 0     | 75    | 72       | 4.27     | 1.24    |
| 2022년     | 요미우리   | 25    | 25    | 3     | 1     | 1       | 12    | 8     | 0        | 0     | .600  | 702   | 171.2 | 146      | 11       | 51    | 1    | 8     | 154      | 3     | 0     | 52    | 50       | 2.62     | 1.15    |
| 2023년     | 요미우리   | 24    | 24    | 4     | 2     | 1       | 12    | 5     | 0        | 0     | .706  | 676   | 170.0 | 141      | 14       | 39    | 0    | 3     | 141      | 2     | 0     | 49    | 45       | 2.38     | 1.06    |
| 통산 : 5년 | 통산 : 5년 | 96    | 94    | 8     | 3     | 2       | 43    | 27    | 0        | 0     | .614  | 2497  | 609.2 | 510      | 57       | 193   | 3    | 24    | 550      | 9     | 0     | 211   | 202      | 2.98     | 1.15    |

- 2023년 시즌 종료 기준
- 굵은 글씨는 시즌 최고 성적.

### WBC에서의 투수 성적
| 연 도 | 대 표 | 등 판 | 선 발 | 승 리 | 패 전 | 세 이 브 | 타 자 | 이 닝 | 피 안 타 | 피 홈 런 | 볼 넷 | 고 4 | 몸 맞 | 탈 삼 진 | 폭 투 | 보 크 | 실 점 | 자 책 점 | 평 자 책 |
| ----- | ----- | ----- | ----- | ----- | ----- | -------- | ----- | ----- | -------- | -------- | ----- | ---- | ----- | -------- | ----- | ----- | ----- | -------- | -------- |
| 2023  | 일본  | 2     | 0     | 0     | 0     | 0        | 20    | 5.0   | 2        | 1        | 3     | 0    | 0     | 9        | 0     | 0     | 1     | 1        | 1.80     |

### 연도별 수비 성적
| 연도 | 소속     | 투수  | 투수  | 투수  | 투수  | 투수  | 투수     |
| 연도 | 소속     | 경 기 | 척 살 | 보 살 | 실 책 | 병 살 | 수 비 율 |
| ---- | -------- | ----- | ----- | ----- | ----- | ----- | -------- |
| 2019 | 요미우리 | 2     | 0     | 1     | 0     | 0     | 1.000    |
| 2020 | 요미우리 | 19    | 1     | 14    | 0     | 0     | 1.000    |
| 2021 | 요미우리 | 26    | 5     | 22    | 2     | 2     | .931     |
| 2022 | 요미우리 | 25    | 7     | 25    | 2     | 1     | .941     |
| 2023 | 요미우리 | 24    | 10    | 14    | 1     | 1     | .960     |
| 통산 | 통산     | 96    | 23    | 76    | 5     | 4     | .952     |

- 2023년 시즌 종료 기준